# 대처승
대처승(帶妻僧)은 불교의 남자 승려 중 결혼하여 아내와 가정을 둔 사람을 가리킨다. 화택승(火宅僧)이라고도 한다.
대처승을 인정하지 않으려는 측은 "독신으로 지계(持戒)하고 수도원에서 수행한 자만이 승려가 될 수 있다"고 주장하기도 했으나, 대처승 측은 "몸은 비록 세무(世務)를 경영할지라도 마음으로 불법을 생각하는 자는 승려이다"라며 승려의 범위를 넓게 해석한다.

## 한국의 대처승
한국에서는 기혼 승려를 허용하는 대처승의 전통이 없었으나, 조선 후기 억불 정책 속에서 사찰의 살림을 관장하는 승려를 수행승인 이판승(理判僧)에 대응하여 사판승(事判僧)이라 부른데서 결혼한 승려라는 개념이 생겨났다. 일제강점기에 들어서 대처승이 흔한 일본 불교의 영향으로 크게 늘어났다. 이에 따라 해방 무렵에는 전체 불교계에 결혼한 대처승이 결혼하지 않은 비구승보다 더 많아졌다.
1954년 5월 20일에 대한민국의 대통령 이승만이 유시를 발표하여 대처승은 일본 제국의 잔재이므로 모두 물러나야 한다고 주장했다. 이승만이 이같은 발표를 하게 된 동기와 사연에 대해서는 추측이 분분하나, 명확한 이유는 밝혀지지 않았다. 이승만의 담화문을 계기로 대처승과 비구승 간의 긴 분쟁이 발생했다.
대처승과 비구승의 분쟁은 단식, 시위, 할복, 소송 등 극단적인 방법을 동반하여 오랫동안 계속되었고, 이 대립과 갈등 자체가 대한민국 불교 성립의 과정이자 역사가 되었다. 결국 대처승을 허용하는 파벌은 한국불교태고종을, 허용하지 않는 파벌은 대한불교조계종을 구성했다. 태고종은 1954년의 이승만 유시로부터 촉발된 사태를 불교계의 법난으로, 조계종은 왜색 척결을 위한 불교계 정화로 인식하여 시각 차이를 드러낸다.
태고종 측은 대처승을 허용한다뿐이지 비구승이 없는 것은 아니라면서, 태고종 승려는 모두 대처승이라는 항간의 오해에 대해 경계했다. 또한 일본식이거나 세속화되었다는 인식과 함께 오랜 분규와 물리적 충돌의 반복 속에서 부정적인 이미지를 쌓아온 대처승이라는 용어 대신 기혼승이라는 용어를 사용하기를 원했다.
한편, 북한에는 가정이 있고 삭발하지 않으며 절에도 상주하지 않는 승려가 있어 대한민국의 대처승과 유사하다고 볼 수 있으나, "대처승"이라는 용어는 사용하지는 않는다.

## 같이 보기
- 한국불교태고종

## 참고 자료
- “사건으로 본 한국의 종교 - 불교계 대처·비구 주도권 싸움”. 종교신문. 2003년 11월 20일. 2006년 1월 18일에 원본 문서에서 보존된 문서. 2008년 6월 9일에 확인함.
- 박노자 (2006년 3월 17일). “승려는 사랑을 할 수 없는가”. 《한겨레21》 (제601호).